# Offenhausen, Oberösterreich
Offenhausen är en ort och kommun i Österrike. Den ligger i distriktet Wels-Land i förbundslandet Oberösterreich,  190 kilometer väster om huvudstaden Wien. 
Kommunen består av 32 orter (Ortschaften) (inom parentes invånarantal 1 januari 2024):

- Aigen (11)
- Amesberg (1)
- Balding (27)
- Eglsee (8)
- Großkrottendorf (139)
- Grub (15)
- Haindorf (28)
- Humplberg (12)
- Hölking (11)
- Kapsam (11)
- Kleinkrottendorf (9)
- Kohlböckhof (6)
- Kronberg (3)
- Kurzenkirchen (11)
- Linet (22)
- Maierhof (9)
- Moos (60)
- Obereggen (8)
- Offenhausen (1 083)
- Osterberg (24)
- Paschlberg (7)
- Pfaffendorf (35)
- Sittenthal (9)
- Stockerberg (2)
- Stritzing (1)
- Untereggen (28)
- Voglsang (14)
- Vornholz (4)
- Weinberg (44)
- Wies (3)
- Wieshäusl (37)
- Würting (28)